# لاریجان سفلی (خداآفرین)
لاریجان سفلی یکی از روستاهای استان آذربایجان شرقی است. که در دهستان کیوان بخش مرکزی شهرستان خداآفرین واقع شده‌است.